# Derby van Spakenburg
De Derby van Spakenburg is een derby binnen het amateurvoetbal in Nederland. Deze derby gaat tussen IJsselmeervogels en SV Spakenburg, beide uit Spakenburg.

## Geschiedenis
De clubs IJsselmeervogels en Spakenburg spelen sinds hun oprichting bij elkaar in een klasse. Dit heeft over de jaren voor een specifieke sfeer gezorgd tijdens de derby's aangezien vrijwel iedereen in het dorp wel supporter is van de club van de boeren en klerken (SV Spakenburg, ook bekend als "de blauwen") dan wel van de club van het volk en de vissers (IJsselmeervogels, "de rooien"). De emoties en rivaliteit kunnen daarbij flink oplopen, wat bleek in 1987 toen een supporter een bom op het veld gooide tijdens de wedstrijd. Een grensrechter raakte hierbij licht gewond. Zorgden in het verleden de besturen voor derbyloze perioden, vanaf 2016 zorgt een open competitiestructuur er voor dat de clubs niet meer vanzelfsprekend  ieder jaar op hetzelfde niveau spelen. Zo speelde SV Spakenburg seizoen (2017/18) in de Derde divisie en IJsselmeervogels in de Tweede divisie van het Nederlandse voetbal. In het seizoen 2016-17 waren deze rollen omgedraaid. Sinds het seizoen 2018-19 spelen de twee teams weer samen in de Tweede divisie.

### Media-aandacht
De media besteden geregeld aandacht aan deze derby. In 2005 kwam de Studio Sport-documentaire Rood of Blauw, een week uit het leven van een gespleten dorp uit. Het plaatselijke duel in 2012 vormde bovendien de inspiratie voor de EO-docusoap Voetbal, keek en kibbeling.
In november 2007 verscheen het boek De Derby over de Spakenburgse derby. Het werd geschreven door Hans Klippus en Lex Stofkooper en won de "Nico Scheepmaker Publieksprijs Beste Sportboek 2007". In juli 2013 verscheen het boek 'Heb je gesnoven?' over het turbulente seizoen 2012/2013 van vv IJsselmeervogels en SV Spakenburg, waarin 'de blauwen' op het nippertje degradatie wisten af te wenden. Het boek is geschreven door journalist Jelmer Geerds.
Ook is er regelmatig belangstelling vanuit het buitenland. Zo was bij de editie van 16 april 2011 een Duitse cameraploeg aanwezig. Het populaire voetbal YouTube kanaal Copa90 was in 2015 ook aanwezig bij de derby. Het kanaal heeft 1,3 miljoen abonnees en de video over de Spakenburg derby heeft meer dan 240.000 weergaven.

## Uitslagen in de 1e/hoofd Klasse Zaterdagvoetbal
Hieronder volgen de uitslagen van alle derby's die bekend zijn (eerstgenoemde uitslag Spakenburg-IJsselmeervogels, tweede uitslag IJsselmeervogels-Spakenburg).
1972-1973: 2-1 en 2-1

1982-1983: 1-1 en 1-1

1985-1986: 2-2 en 1-1

1986-1987: 1-0 en 0-0

1989-1990: 0-0 en 2-4

1992-1993: 2-1 en 1-0

1993-1994: 1-0 en 3-1

1994-1995: 1-1 en 0-0

2002-2003: 3-0 en 1-2

2003-2004: 4-1 en 0-2

2004-2005: 2-3 en 1-0

2005-2006: 0-2 en 0-0

2006-2007: 1-2 en 2-1

2007-2008: 7-1 en 1-5

2008-2009: 1-3 en 1-1

2009-2010: 2-3 en 0-2

## Uitslagen in de Topklasse Zaterdagvoetbal
Hieronder volgen de uitslagen van alle derby's die bekend zijn (eerstgenoemde uitslag Spakenburg-IJsselmeervogels, tweede uitslag IJsselmeervogels-Spakenburg).
2010-2011: 2-3 en 3-2

2011-2012: 2-1 en 2-2

2012-2013: 2-1 en 1-0

2013-2014: 1-1 en 0-2

2014-2015: 4-2 en 0-0

2015-2016: 1-1 en 3-1

## Uitslagen in de Tweede Divisie
Hieronder volgen de uitslagen van alle derby's die bekend zijn (eerstgenoemde uitslag Spakenburg-IJsselmeervogels, tweede uitslag IJsselmeervogels-Spakenburg). In het seizoen 2019-2020 werd Spakenburg-IJsselmeervogels niet gespeeld in verband met het stilleggen van de competitie door het coronavirus. In het seizoen 2020-2021 werden beide wedstrijden niet gespeeld om dezelfde hiervoor genoemde reden.
2018-2019: 2-2 en 1-1

2019-2020: - en 2-2

2020-2021: niet gespeeld

2021-2022: 2-2 en 1-1

2022-2023: 1-1 en 4-1